# Cammile Adams
Cammile Adams (Houston, 11 de setembre de 1991) és una nedadora estatunidenca d'estil papallona. Adams va participar en els Jocs Olímpics de Londres 2012 on va ser cinquena en la final dels 200 m papallona. Cammile és germana bessona de la també nedadora Ashley Adams